# Hermann Millakowsky
Herman Millakowsky est un producteur de cinéma d'origine allemande, né le 27 juillet 1892 à Memel (province de Prusse-Orientale), aujourd'hui Klaipėda (Lituanie), mort le 12 février 1987  à Beverly Hills, Californie (États-Unis).

## Biographie
Après l'arrivée au pouvoir des nazis, Herman Millakowsky s'est installé en France. Il a ensuite trouvé refuge aux États-Unis.

## Filmographie
- 1926 : Le Pain quotidien
- 1926 : Der Feldherrnhügel
- 1926 : Das Mädel auf der Schaukel
- 1926 : Sibérie, terre de douleur de Mario Bonnard et Guido Parish
- 1927 : Potsdam, das Schicksal einer Residenz
- 1927 : Der Meister der Welt
- 1927 : Die Dollarprinzessin und ihre sechs Freier
- 1928 : Der Präsident
- 1928 : Le Rouge et le Noir
- 1928 : Rapa-nui de Mario Bonnard
- 1929 : Der Adjutant des Zaren
- 1929 : Der Günstling von Schönbrunn
- 1930 : Es gibt eine Frau, die dich niemals vergißt
- 1930 : Liebe und Champagner
- 1930 : Der König von Paris
- 1930 : Two Worlds
- 1931 : Dactylo de Wilhelm Thiele
- 1931 : La Secrétaire privée (Die Privatsekretärin)
- 1931 : Dactylo se marie de Joe May et René Pujol
- 1931 : Der Liebesexpreß
- 1931 : Opernredoute
- 1931 : Eine Nacht im Grandhotel
- 1932 : Un petit peu d'amour (Ein bißchen Liebe für Dich)
- 1932 : Monsieur, Madame et Bibi
- 1932 : Les Bohémiens de la nuit (Zigeuner der Nacht)
- 1932 : Glück über Nacht
- 1933 : Liebelei de Max Ophüls
- 1935 : Antonia, romance hongroise
- 1935 : Les Yeux noirs de Victor Tourjansky
- 1936 : Les Bateliers de la Volga de Vladimir Strizhevsky[1]
- 1936 : 27, rue de la Paix
- 1937 : Kohana
- 1938 : Nostalgie de Victor Tourjansky
- 1938 : Ultimatum de Robert Wiene
- 1939 : Rappel immédiat de Léon Mathot
- 1943 : Femmes enchaînées
- 1944 : Faces in the Fog
- 1945 : Girls of the Big House
- 1946 : Meurtre au music-hall de John English
- 1952 : Bal Tabarin
- 1954 : La Peur de Roberto Rossellini